# Metilacija DNK
Metilacija DNK je biološki stanični proces na DNK. Ne sprječava replikaciju molekule DNK. Metiliranje se odvija na citozinskim ostatcima koji prethode gvaninima u polinukleotidnom lancu (CpG dinukleotidi). Ovim se procesom inhibira prepisivanje gena. Metiliranje inhibira transkripciju gena. Geni koji su uvijek aktivni nisu metilirani. Metilacija DNK ne javlja se kod nekih organizama poput vinske mušice ili kvasca. Naprotiv, kod embrionalnog razvitka sisavaca važnu ulogu, jer kontrolira taj proces. Nastaje genomski upis odnosno utisak. Utišani (utisnuti, metilirani) geni se metiliraju se tijekom spermatogeneze ili oogeneze te izražaj tih gena ovisan je o podrijetlu gena, jesu li s očeve ili majčine strane.
Osnova je genomskog utiska. Kad je gen metiliran, onda je utisnut, odnosno inaktivan. Uvijek aktivni geni nisu metilirani. 
Enzim metiltransferaza je taj koji održava isti uzorak metilacije nakon replikacije te uzorak ostaj iste iz generacije stanica u generaciju. Prethodno "uspavane" tj. utišane gene mogu probuditi neke kemikalije koje sprječavaju metilaciju, poput 5-azacitidina. Njime se može ponovno aktivirati gene inaktivirane metilacijom. 
Kad se na atom 5C u citozinu doda metilna skupina nastaje 5-metilcitozin.